# كأس الاتحاد الإنجليزي 1970–71
كأس الاتحاد الإنجليزي 1970–71 (بالإنجليزية: 1970–71 FA Cup)‏ هو الموسم 90 من  كأس الاتحاد الإنجليزي. الذي يشرف على تنظيمه الاتحاد الإنجليزي لكرة القدم، وفاز فيه نادي أرسنال.